# 弗拉基米尔·帕夫洛维奇·奥尔洛夫
弗拉基米尔·帕夫洛维奇·奥尔洛夫，（俄语：Влади́мир Па́влович Орло́в，1921年8月16日—1999年4月4日），苏联党和国家领导人。曾任古比雪夫州州长、苏共古比雪夫州委第一书记、俄罗斯苏维埃联邦社会主义共和国部长会议第一副主席，最高苏维埃主席团主席、苏联最高苏维埃主席团副主席等职务。

## 生平
- 1921年8月16日出生于卡卢加州莫萨利斯克区科托沃村的一个牧师家庭。
- 1938年-1942年，伊万诺沃纺织学院（现伊万诺沃理工大学纺织学院）学习，获棉纺工程师资格。
- 1942年-1943年，伊万诺沃化学技术学院学习。
- 1943年-1945年2月，古比雪夫州（现萨马拉州）恰巴耶夫斯克市第309国防工厂工人、科长、车间主任。
- 1945年2月-8月，共青团古比雪夫州恰巴耶夫斯克市第309国防工厂委员会书记。
- 1945年8月-1951年，共青团古比雪夫州恰巴耶夫斯克市委第一书记。1948年加入联共（布）。
- 1951年-1952年，联共（布）古比雪夫州恰巴耶夫斯克市委部长。
- 1952年-1954年，苏共古比雪夫州恰巴耶夫斯克市委第二书记。
- 1954年-1958年12月，恰巴耶夫斯克市长。
- 1958年12月-1960年，苏共古比雪夫州新古比雪夫市委第一书记。
- 1960年-1963年1月，苏共古比雪夫州委书记。
- 1962年12月-1964年12月，古比雪夫工业区长。
- 1964年12月-1965年11月，苏共古比雪夫州委书记。
- 1965年11月-1967年3月，古比雪夫州长。
- 1967年3月-1979年4月，苏共古比雪夫州委第一书记。
- 1979年4月-1985年3月，俄罗斯苏维埃联邦社会主义共和国部长会议第一副主席。
- 1985年3月-1988年10月，俄罗斯苏维埃联邦社会主义共和国最高苏维埃主席团主席兼苏联最高苏维埃主席团副主席。
- 1988年10月起退休，享受联邦养老金待遇。
- 1988年10月-1991年，苏联人民代表选举委员会主席。
- 1999年4月4日于莫斯科逝世，享年77岁。葬于孔策沃公墓。

奥尔洛夫是苏共22-27大代表；第24-27届中央委员；第7-11届苏联最高苏维埃联盟院代表；第6、10-11届俄罗斯苏维埃联邦社会主义共和国最高苏维埃代表。

## 荣誉
- 社会主义劳动英雄称号（1976）
- 四次列宁勋章（1971,1973,1976,1981）
- 两次劳动红旗勋章（1948,1965）.